# Ptocasius
Ptocasius Simon, 1885 è un genere di ragni appartenente alla famiglia Salticidae.

## Distribuzione
Le 12 specie oggi note di questo genere sono diffuse in Asia centrale e sudorientale: ben 5 specie sono endemiche della sola Cina.

## Tassonomia
Un esemplare maschile di incerta attribuzione a questo genere, rinvenuto alle Hawaii, è stato studiato da Prószynski nel 2002.
A dicembre 2010, si compone di 12 specie:
- Ptocasius fulvonitens Simon, 1902 — Sri Lanka
- Ptocasius gratiosus Peckham & Peckham, 1907 — Singapore
- Ptocasius kinhi Zabka, 1985 — Cina, Vietnam
- Ptocasius linzhiensis Hu, 2001 — Cina
- Ptocasius montiformis Song, 1991 — Cina
- Ptocasius plumipalpis (Thorell, 1895) — Birmania
- Ptocasius songi Logunov, 1995 — Cina
- Ptocasius strupifer Simon, 1901 — Cina, Hong Kong, Taiwan, Vietnam
- Ptocasius variegatus Logunov, 1995 — Kazakistan
- Ptocasius vittatus Song, 1991 — Cina
- Ptocasius weyersi Simon, 1885[2] — Sumatra
- Ptocasius yunnanensis Song, 1991 — Cina

### Specie trasferite
- Ptocasius plumbeiventris (Keyserling, 1881); trasferita al genere Cytaea Keyserling, 1882 con la denominazione di Cytaea plumbeiventris (Keyserling, 1881), a seguito di un lavoro dell'aracnologo Zabka del 1991[1].